# Chamaecrista jaegeri
Chamaecrista jaegeri är en ärtväxtart som först beskrevs av Ronald William John Keay, och fick sitt nu gällande namn av John Michael Lock. Chamaecrista jaegeri ingår i släktet Chamaecrista och familjen ärtväxter. IUCN kategoriserar arten globalt som livskraftig. Inga underarter finns listade i Catalogue of Life.